# Nikołaj Pankratow
Nikołaj Władimirowicz Pankratow (ros. Николай Владимирович Панкратов, ur. 23 grudnia 1982 w Swierdłowsku) – rosyjski biegacz narciarski, srebrny i brązowy medalista mistrzostw świata.
Zdobył brązowy medal w sztafecie 4 x 10 km podczas mistrzostw świata w Oberstdorfie, a dwa lata później, na mistrzostwach świata w Sapporo wraz z kolegami wywalczył w tej samej konkurencji srebrny medal. Jego najlepszym indywidualnym wynikiem olimpijskim jest 18. miejsce w biegu na 50 km stylem dowolnym na igrzyskach w Turynie. Najlepsze wyniki w Pucharze Świata osiągnął w sezonie 2006/2007, kiedy to zajął 16. miejsce w klasyfikacji generalnej.
W styczniu 2011 r. został zdyskwalifikowany na 2 lata za przewożenie sprzętu do transfuzji krwi, przy zawodniku znaleziono także Actovegin, którego stosowanie przez sportowców jest zakazane.

## Osiągnięcia

### Igrzyska olimpijskie
| Miejsce | Dzień     | Rok  | Miejscowość | Konkurencja          | Czas biegu | Strata  | Zwycięzca        |
| ------- | --------- | ---- | ----------- | -------------------- | ---------- | ------- | ---------------- |
| 18.     | 26 lutego | 2006 | Turyn       | 50 km st. dowolnym   | 2:06:11,8  | +22,2   | Giorgio Di Centa |
| 32.     | 20 lutego | 2010 | Vancouver   | 2x15 km bieg łączony | 1:15:11,4  | +4:37,5 | Marcus Hellner   |
| 8.      | 24 lutego | 2010 | Vancouver   | Sztafeta 4x10 km     | 1:45:05,4  | +1:59,3 | Szwecja          |

### Mistrzostwa świata
| Miejsce | Dzień     | Rok  | Miejscowość | Konkurencja             | Czas biegu | Strata  | Zwycięzca           |
| ------- | --------- | ---- | ----------- | ----------------------- | ---------- | ------- | ------------------- |
| 10.     | 20 lutego | 2005 | Oberstdorf  | 2x15 km łączony         | 1:19:20,5  | +49,2   | Vincent Vittoz      |
| 3.      | 24 lutego | 2005 | Oberstdorf  | Sztafeta 4x10 km        | 1:39:04,4  | +3:24,4 | Norwegia            |
| 29.     | 27 lutego | 2005 | Oberstdorf  | 50 km stylem klasycznym | 2:30:10,1  | +1:13,3 | Frode Estil         |
| 36.     | 28 lutego | 2007 | Sapporo     | 15 km stylem dowolnym   | 35:50,0    | +2:51,4 | Lars Berger         |
| 2.      | 2 marca   | 2007 | Sapporo     | Sztafeta 4x10 km        | 1:30:49,2  | +3,2    | Norwegia            |
| 9.      | 4 marca   | 2007 | Sapporo     | 50 km stylem klasycznym | 2:20:12,6  | +1:38,0 | Odd-Bjørn Hjelmeset |

### Mistrzostwa świata juniorów
| Miejsce | Dzień       | Rok  | Miejscowość      | Konkurencja             | Wynik     | Strata  | Zwycięzca          |
| ------- | ----------- | ---- | ---------------- | ----------------------- | --------- | ------- | ------------------ |
| 7.      | 1 lutego    | 2001 | Szklarska Poręba | 10 km stylem klasycznym | 29:00,2   | +47,1   | Kristian Horntvedt |
| 1.      | 4 lutego    | 2001 | Szklarska Poręba | Sztafeta 4x10 km        | 1:56:48,6 | -       | -                  |
| 42.     | 22 stycznia | 2002 | Schonach         | 30 stylem klasycznym    | 1:27:50,2 | +8:13,0 | Aivar Rehemaa      |

### Puchar Świata

#### Miejsca w klasyfikacji generalnej
- sezon 2002/2003: 114.
- sezon 2003/2004: 20.
- sezon 2004/2005: 38.
- sezon 2005/2006: 53.
- sezon 2006/2007: 16.
- sezon 2007/2008: 24.
- sezon 2008/2009: 93.
- sezon 2009/2010: 45.

#### Miejsca na podium chronologicznie
| Nr | Dzień       | Rok  | Miejscowość | Konkurencja             | Czas biegu | Pozycja | Strata | Zwycięzca       |
| -- | ----------- | ---- | ----------- | ----------------------- | ---------- | ------- | ------ | --------------- |
| 1. | 13 grudnia  | 2002 | Davos       | 15 km stylem klasycznym | 38:21,4    | 2       | +2,5   | Andrus Veerpalu |
| 2. | 21 stycznia | 2007 | Rybińsk     | Sprint stylem dowolnym  | -          | 2       | -      | Renato Pasini   |
| 3. | 22 stycznia | 2008 | Canmore     | 30 km bieg łączony      | 1:16:33,8  | 1       | -      | -               |